# リスク・コミュニケーション
リスクコミュニケーション（英語: Risk communication）とは社会を取り巻くリスクに関する正確な情報を、行政、専門家、企業、市民などのステークホルダーである関係主体間で共有し、相互に意思疎通を図ることをいう。合意形成のひとつ。

## 概説
リスクコミュニケーションが必要とされる場面とは、主に災害や環境問題、原子力施設に対する住民理解の醸成などといった一定のリスクが伴い、なおかつ関係者間での意識共有が必要とされる問題につき、安全対策に対する認識や協力関係の共有を図ることが必要とされる場合である。
例えば、災害であれば発生が危惧される自然災害・事故・テロや有事などにより発生するNBC災害などのような場面では、往々にして行政の危機管理能力を超える事態が発生し、市民の理解や協力なくして事態の収拾が困難である場合、避難や救助、近隣住民の安否確認など、市民の協力を得ることで被害の最小化につながるような場合というものが考えられる。
阪神・淡路大震災において明らかになったように、近年の災害では市町村レベルにおける行政の危機管理能力には一定の限界があり、市民自身の自助能力の必要性が不可欠である。そこで、地域及び地域の安全において不可欠な行政、専門家、企業、市民の役割を明らかにし、そのための意識共有や協力関係づくりの方策として、各主体がともに危機について意見や情報を交換し、共有し合うリスクコミュニケーションが不可欠となってくる。
しかし、今日ではリスクコミュニケーションにおいて必ずしも確立された方法は存在しない。それは、そもそもリスクコミュニケーションという概念があくまで危機に対して各主体の意識・情報の共有化が不可欠であるという問題意識から生まれたものであり、決して専門的な手段としてあるのではないからである。
震災以降、風水害や地下鉄サリン事件などのテロを経験した日本社会はマルチハザード時代に入ったといわれ、また政治行政をとりまく環境も地方分権の流れもあり、行政と専門家、企業が市民が対話し合う土壌が生まれつつある中で、リスクコミュニケーションの取り組みに対する注目が集まりつつある。
また、リスクコミュニケーションという概念は未だ一般化しているとは言いきれないものの、それに該当する取り組みとしては、行政と市民が協力して地域防災力の向上化を図る防災まちづくりという取り組みにおいて、災害図上訓練やワークショップによって合意形成手段がとられるなどの事例も見られる。

## 陽性・陰性
タイプIエラー（偽陽性）率は通常5%であり、タイプIIエラー（偽陰性）エラーは特に社会科学の研究において50%を超えることが少なくない。そのため、多くの人々にとって特に健康問題を扱う科学的研究が一貫して結論に達することができないように見える。このような実証的な発見の不一致の結果は、特定の発見を受け入れることへの抵抗を生み出す。なぜなら、そのような発見が短期間で挑戦されたり廃棄されたりするという信念が生まれるからだ。

## 関係の深い概念
- リスクアセスメント
  - 決定論的リスクアセスメント  Deterministic Risk Assessment
  - 確率論的リスクアセスメント  Probabilistic Risk Assessment
  - 定性的リスクアセスメント  Qualitative Risk Assessment
  - 定量的リスクアセスメント  Quantitative Risk Assessment
- リスク分析
- リスクキャラクタリゼーション  Risk Characterization
- リスク推定   Risk Estimate
- リスク評価  Risk Evaluation
- リスクプロファイル  Risk Profile